# Généralité (Frankrijk)

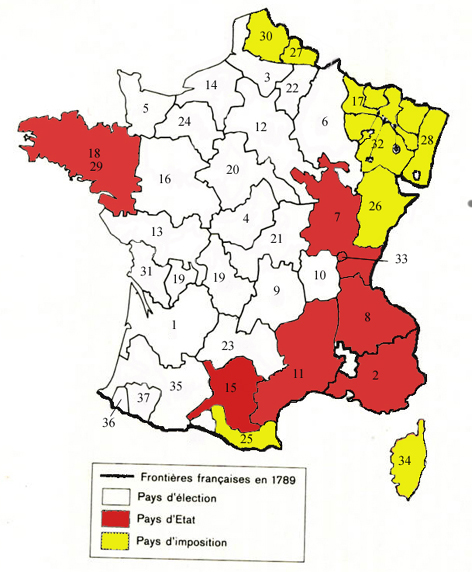
De Généralités van Frankrijk in 1789

Een généralité of generaliteit was een bestuurlijke omschrijving in Frankrijk onder het ancien régime. Ze zijn ingesteld door het Edict van Cognac in 1542. Bij de opheffing in 1790 waren er vijfendertig generaliteiten, waarvan de laatste in 1784 waren gecreëerd.  
Onder de bestuurlijke indelingen van Frankrijk waren de generaliteiten een late verschijning. Koning Frans I creëerde er in 1542 zestien en plaatste ze onder de leiding van een intendant. Aanvankelijk hadden ze een zuiver fiscale rol (inning van centrale belastingen zoals de taille en de gabelle). Gestaag werden hun bevoegdheden uitgebreid tot de generaliteiten in de 18e eeuw de belangrijkste bestuurslaag van de koninklijke administratie werden. Naargelang het niveau van fiscale inspraak binnen de generaliteit maakte men onderscheid tussen pays d'état (met een enigszins autonome statenvergadering), pays d'élection (met provinciale vergadering) en pays d'imposition (direct bestuur zonder inspraakorgaan).
| Nr. | Généralité                                    | Creatie-opheffing | Provincies                    |
| --- | --------------------------------------------- | ----------------- | ----------------------------- |
| 1   | Généralité de Bordeaux                        | 1542              | Guyenne                       |
| 2   | Généralité de Provence                        | 1542              | Provence                      |
| 3   | Généralité d'Amiens                           | 1542              | Picardie                      |
| 4   | Généralité de Bourges                         | 1542              | Berry                         |
| 5   | Généralité de Caen                            | 1542              | Normandie                     |
| 6   | Généralité de Châlons                         | 1542              | Champagne                     |
| 7   | Généralité de Bourgogne                       | 1542              | Bourgogne                     |
| 8   | Généralité de Grenoble                        | 1542              | Dauphiné                      |
| 9   | Généralité d'Issoire, dan Riom                | 1542              | Auvergne                      |
| 10  | Généralité de Lyon                            | 1542              | Lyonnais, Beaujolais en Forez |
| 11  | Généralité de Montpellier *                   | 1542              | Languedoc                     |
| 12  | Généralité de Paris                           | 1542              | Île-de-France                 |
| 13  | Généralité de Poitiers                        | 1542              | Poitou                        |
| 14  | Généralité de Rouen                           | 1542              | Normandie                     |
| 15  | Généralité de Toulouse *                      | 1542              | Languedoc                     |
| 16  | Généralité de Tours                           | 1542              | Touraine, Maine en Anjou      |
| 17  | Généralité de Metz                            | 1552              | Trois-Évêchés                 |
| 18  | Généralité de Nantes                          | 1552-1689         | Bretagne                      |
| 19  | Généralité de Limoges                         | 1558              | Limousin, Marche en Angoumois |
| 20  | Généralité d'Orléans                          | 1558              | Orléanais en Petit Perche     |
| 21  | Généralité de Moulins                         | 1587              | Bourbonnais                   |
| 22  | Généralité de Soissons                        | 1595              | Île-de-France                 |
| 23  | Généralité de Montauban                       | 1635              | Haute-Guyenne                 |
| 24  | Généralité d'Alençon                          | 1636              | Normandie en Grand Perche     |
| 25  | Généralité de Perpignan                       | 1660              | Roussillon                    |
| 26  | Généralité de Besançon                        | 1676              | Franche-Comté                 |
| 27  | Généralité de Valenciennes                    | 1678              | Hainaut dan Flandre(s)        |
| 28  | Généralité de Strasbourg                      | 1689              | Alsace                        |
| 29  | Généralité de Rennes / Intendance de Bretagne | 1689              | Bretagne                      |
| 30  | Généralité de Lille                           | 1691              | Flandre(s) en Artois          |
| 31  | Généralité de La Rochelle                     | 1694              | Aunis en Saintonge            |
| 32  | Généralité de Nancy                           | 1737              | Lorraine                      |
| 33  | Généralité de Trévoux                         | 1762-1782         | Dombes                        |
| 34  | Généralité de Corse                           | 1768              | Corse                         |
| 35  | Généralité d'Auch                             | 1776              | Gascogne                      |
| 36  | Généralité de Bayonne                         | 1784-1787         | Labourd                       |
| 37  | Généralité de Pau                             | 1784-1787         | Béarn en Soule                |